# Lijst van burgemeesters van Bernisse
Dit is een lijst van burgemeesters van de Nederlandse gemeente Bernisse in de provincie Zuid-Holland sinds haar stichting in 1980 tot de fusie op 1 januari 2015 met Spijkenisse tot de gemeente Nissewaard.
| Ambtsperiode                       | Naam burgemeester                  | Partij of stroming | Bijzonderheden |
| ---------------------------------- | ---------------------------------- | ------------------ | -------------- |
| 1 januari 1980 - 1992              | Henny (H.) van Geest               | CDA                |                |
| 1992 - 16 februari 1998            | mw. Roos (R.L.) Bosua-van Gelderen | PvdA               |                |
| 16 februari 1998 - 1 december 2000 | Drs. Bert (E.W.H.) Broekhuis       | PvdA               | waarnemend     |
| 1 december 2000 - 1 juni 2005      | Drs. Bert (E.W.H.) Broekhuis       | PvdA               |                |
| 1 juni 2005 - 1 januari 2015       | mw. Pauline (P.J.) Bouvy-Koene     | VVD                |                |